# بدر (مركز)
مركز بدر، مركز إداري مصري. يقع في جنوب شرق محافظة البحيرة الواقعة أقصى شمال جمهورية مصر العربية.